# Give & Take
Give & Take is een single van de Belgische drum and bassproducer Netsky. Het nummer kwam uit op 16 januari 2012 bij Hospital Records.

## Tracklist
| Nr. | Titel       | Duur |
| --- | ----------- | ---- |
| 1.  | Give & Take | 4:12 |

### Hitnotering

#### VlaamseUltratop 50
| Hitnotering: 28-01-2012 t/m 10-03-2012 | Hitnotering: 28-01-2012 t/m 10-03-2012 | Hitnotering: 28-01-2012 t/m 10-03-2012 | Hitnotering: 28-01-2012 t/m 10-03-2012 | Hitnotering: 28-01-2012 t/m 10-03-2012 | Hitnotering: 28-01-2012 t/m 10-03-2012 | Hitnotering: 28-01-2012 t/m 10-03-2012 | Hitnotering: 28-01-2012 t/m 10-03-2012 | Hitnotering: 28-01-2012 t/m 10-03-2012 |
| Week:                                  | 1                                      | 2                                      | 3                                      | 4                                      | 5                                      | 6                                      | 7                                      |                                        |
| -------------------------------------- | -------------------------------------- | -------------------------------------- | -------------------------------------- | -------------------------------------- | -------------------------------------- | -------------------------------------- | -------------------------------------- | -------------------------------------- |
| Positie:                               | 41                                     | 17                                     | 32                                     | 32                                     | 47                                     | 49                                     | 49                                     | uit                                    |